# Championnats panarabes d'athlétisme 1993
Navigation
Édition précédente Édition suivante
Les Championnats arabes d'athlétisme 1993 se sont déroulés à Lattaquié en Syrie. 14 pays y ont pris part avec l'absence remarquée du Maroc. Le Qatar a confirmé son statut de puissance sportive avec 11 titres chez les hommes. Chez les dames, Ghada Shouaa a remporté 5 médailles d'or individuelles alors que l'Égyptienne Karima Meskine a remporté 3 titres individuels et 2 par équipes. 

## Résultats

### Hommes
| Event                 | Or                                | Or             | Argent                                 | Argent         | Bronze                                  | Bronze          |
| --------------------- | --------------------------------- | -------------- | -------------------------------------- | -------------- | --------------------------------------- | --------------- |
| 100 mètres            | Saâd Meftah Qatar                 | 10 s 52        | Sultan Esheeb Qatar                    | 10 s 53        | Ahmed Ouda Égypte                       | 10 s 70         |
| 200 mètres            | Ibrahim Ismaïl Qatar              | 20 s 93        | Ahmed Ouda Égypte                      | 21 s 46        | Mohamed El-Mohazzaâ Bahreïn             | 21 s 48         |
| 400 mètres            | Ibrahim Ismaïl Qatar              | 45 s 84        | Mohamed El-Bishi Arabie saoudite       | 47 s 17        | Sami Suleiman Qatar                     | 47 s 40         |
| 800 mètres            | Mohamed Suleiman Qatar            | 1 min 47 s 9   | Mahmoud Khaïrat Syrie                  | 1 min 47 s 9   | Farouk Amouch Algérie                   | 1 min 48 s 7    |
| 1 500 mètres          | Ahmed Ibrahim Qatar               | 3 min 52 s 7   | Ali Hakimi Tunisie                     | 3 min 52 s 79  | Saâd Shaddad Arabie saoudite            | 3 min 53 s 32   |
| 5 000 mètres          | Mohamed Suleiman Qatar            | 14 min 23 s 74 | Mohamed Ahmed Amer Émirats arabes unis | 14 min 27 s 29 | El Hédi Khalfallah Tunisie              | 14 min 34 s 96  |
| 10 000 mètres         | Azzedine Sakhri Algérie           | 30 min 15 s 3  | Mokhtar Hizaoui Tunisie                | 30 min 15 s 9  | Maged Al-Hussein Syrie                  | 31 min 18 s 5   |
| 3000 mètres steeple   | Saâd Shaddad Arabie saoudite      | 8 min 51 s 22  | Mohamed Ahmed Amer Émirats arabes unis | 8 min 51 s 95  | Hamadi Chabbouh Tunisie                 | 9 min 15 s 06   |
| 110 mètres haies      | Mohamed Samy Mohamed Égypte       | 14 s 33        | Badr Abbas Koweït                      | 14 s 89        | Hadi Soua'an al-Somaily Arabie saoudite | 14 s 92         |
| 400 mètres haies      | Zayd Abu Hamed Syrie              | 49 s 23        | Fadhel Khayati Tunisie                 | 50 s 24        | Helmi Abdelmaksoud Égypte               | 50 s 43         |
| Saut en hauteur       | Abdallah Esheeb Qatar             | 2,19 m         | Jawad Benhassine Algérie               | 2,13 m         | Fakhreddine Foued Jordanie              | 2,13 m          |
| Saut à la perche      | Walid Zayed Qatar                 | 4,80 m         | Belkacem Touami Algérie                | 4,60 m         | Ahmed Abu Zeyd Égypte                   | 4,60 m          |
| Saut en longueur      | Mosbeh Saïd Émirats arabes unis   | 7,74 m         | Abdallah Esheeb Qatar                  | 7,66 m         | Abdallah Khamis Qatar                   | 7,42 m          |
| Triple saut           | Karim Sassi Tunisie               | 15,88 m        | Salem Messaêd Arabie saoudite          | 15,46 m        | Sameh Farhan Koweït                     | 15,43 m         |
| Lancer du poids       | Bilal Saâd Qatar                  | 18,57 m        | Khalid El-Khalidi Arabie saoudite      | 17,50 m        | Abdallah Srour Koweït                   | 17,30 m         |
| lancer du disque      | Khalid El-Khalidi Arabie saoudite | 50,94 m        | Abdel Ilah Saïd Arabie saoudite        | 49,28 m        | Hassen Hammad Égypte                    | 48,88 m         |
| Lancer du marteau     | Walid El Bekhit Koweït            | 67,22 m        | Hakim Toumi Algérie                    | 65,64 m        | Hassan Eshkenani Koweït                 | 64,52 m         |
| Lancer du javelot     | Maher Ridane Tunisie              | 70,54 m        | Ghanem Jawhar Koweït                   | 68,40 m        | Jaber Al-Shihabi Qatar                  | 66,50 m         |
| Décathlon             | Abderrahmane Hadjou Algérie       | 6918 pts       | Anis Riahi Tunisie                     | 6878 pts       | Hassen Abu Najem Jordanie               | 6752 pts        |
| 20 km marche          | Moussa Aouanouk Algérie           | 1 h 39 min     | Ahmed Abdelhamid Égypte                | 1 h 40 min     | Khalid Ghamama Syrie                    | 1 h 49 min 24 s |
| Semi-marathon         | Mokhtar Hizaoui Tunisie           | 1 h 8 min 34 s | Maged El Hussein Syrie                 | 1h 8 min 48 s  | Abdallah Youssef Qatar                  | 1 h 10 min 15 s |
| Relais 4 × 100 mètres | Qatar                             | 40 s 7         | Oman                                   | 41 s           | Arabie saoudite                         | 41 s            |
| Relais 4×400 mètres   | Qatar                             | 3 min 8 s 7    | Arabie saoudite                        | 3 min 12 s 2   | Syrie                                   | 3 min 13 s 2    |

### Dames
| Event                 | Or                      | Or             | Argent                      | Argent         | Bronze                  | Bronze         |
| --------------------- | ----------------------- | -------------- | --------------------------- | -------------- | ----------------------- | -------------- |
| 100 mètres            | Karima Meskine Égypte   | 12 s 23        | Neiry Mouradian Liban       | 13 s 11        | Soussy Naqshaban Syrie  | 13 s 39        |
| 200 mètres            | Karima Meskine Égypte   | 24 s 68        | Fatma Saleh Égypte          | 26 s 65        | Neiry Mouradian Liban   | 27 s 16        |
| 400 mètres            | Karima Meskine Égypte   | 56 s           | Sahar Touma Syrie           | 63 s 4         | Makzine Hussein Syrie   | 65 s 7         |
| 800 mètres            | Ghada Shouaa Syrie      | 2 min 14 s 7   | Alia El Matari Jordanie     | 2 min 17 s 9   | Mirvat Hamza Liban      | 2 min 33 s 9   |
| 1 500 mètres          | Alia El Matari Jordanie | 4 min 49 s     | Amal El Matari Jordanie     | 4 min 49 s 3   | Zeineb Bakour Syrie     | 4 min 45 s 4   |
| 3 000 mètres          | Amal El Matari Jordanie | 10 min 52 s 2  | Zeineb Bakour Syrie         | 10 min 54 s 7  | Rania Haydar Syrie      | 11 min 18 s 9  |
| 100 mètres haies      | Ghada Shouaa Syrie      | 14 s 44        | Sheryne Khayri Égypte       | 15 s 95        | Fadia Othman Jordanie   | 18 s 98        |
| Saut en hauteur       | Ghada Shouaa Syrie      | 1,75 m         | Souhed Haddad Jordanie      | 1,65 m         | Ghada Anouar Égypte     | 1,55 m         |
| Saut en longueur      | Ghada Shouaa Syrie      | 7,06 m         | Nashoua Abdelhay Égypte     | 5,76 m         | Souhed Haddad Jordanie  | 5,60m          |
| Triple saut           | Naïma Baraket Algérie   | 12,04 m        | Nashoua Abdelhay Égypte     | 11,93 m        | Souhed Haddad Jordanie  | 11,37 m        |
| Lancer du poids       | Wafa Ismaïl Égypte      | 15,61 m        | Hanan Khaled Égypte         | 14,38 m        | Lamia Naouara Tunisie   | 13,41 m        |
| lancer du disque      | Monia Kari Tunisie      | 49,16 m        | Hanane Khaled Égypte        | 43,78 m        | Janette Ayoub Liban     | 35,10 m        |
| Lancer du javelot     | Ghada Shouaa Syrie      | 50,54 m        | Fatma Zouhour Toumi Tunisie | 49,30 m        | Pauline Maqdassi Liban  | 38,78 m        |
| Heptathlon            | Sheryne Khayri Égypte   | 3574 pts       | Rola Hambersomian Syrie     | 3166 pts       | Genda Shaheen Palestine | 1290 pts       |
| 10 km marche          | Dounia Kara Algérie     | 55 min 32 s 34 | Nagwa Ibrahim Ali Égypte    | 58 min 53 s 18 | Ibtissem Zaouan Syrie   | 1 h 5 min 17 s |
| Relais 4 × 100 mètres | Égypte                  | 49 s 10        | Jordanie                    | 50 s 81        | Syrie                   | 51 s 19        |
| Relais 4×400 mètres   | Égypte                  | 4 min 1 s 1    | Jordanie                    | 4 min 2 s 8    | Liban                   | 4 min 27 s 3   |

## Tableau des médailles

### Hommes
| Rang | Nation              | Or | Argent | Bronze | Total |
| ---- | ------------------- | -- | ------ | ------ | ----- |
| 1    | Qatar               | 11 | 2      | 4      | 17    |
| 2    | Tunisie             | 3  | 4      | 2      | 9     |
| 3    | Algérie             | 3  | 3      | 1      | 7     |
| 4    | Arabie saoudite     | 2  | 5      | 3      | 10    |
| 5    | Égypte              | 1  | 2      | 4      | 7     |
| 6    | Syrie               | 1  | 2      | 3      | 6     |
| 6    | Koweït              | 1  | 2      | 3      | 6     |
| 8    | Émirats arabes unis | 1  | 2      | 0      | 3     |
| 9    | Oman                | 0  | 1      | 0      | 1     |
| 10   | Jordanie            | 0  | 0      | 2      | 2     |
| 11   | Bahreïn             | 0  | 0      | 1      | 1     |
| 12   | Liban               | 0  | 0      | 0      | 0     |
| 12   | Palestine           | 0  | 0      | 0      | 0     |
| 12   | Yémen               | 0  | 0      | 0      | 0     |
| -    | Total               | 23 | 23     | 23     | 69    |

### Dames
| Rang | Nation    | Or | Argent | Bronze | Total |
| ---- | --------- | -- | ------ | ------ | ----- |
| 1    | Égypte    | 7  | 7      | 1      | 15    |
| 2    | Syrie     | 5  | 3      | 6      | 14    |
| 3    | Jordanie  | 2  | 5      | 3      | 10    |
| 4    | Algérie   | 2  | 0      | 0      | 2     |
| 5    | Tunisie   | 1  | 1      | 1      | 3     |
| 6    | Liban     | 0  | 1      | 5      | 6     |
| 7    | Palestine | 0  | 0      | 1      | 1     |
| -    | Total     | 17 | 17     | 17     | 51    |